# 程十发美术馆
程十发美术馆（英語：Cheng Shifa Art Museum）是中國上海一座以艺术家程十发命名的现代美术馆。

## 历史
美术馆自2017年破土动工，2019年12月18日開館，次日向公眾免費開放。总建筑面积11500平方米，占地面积8690平方米，分为地上三层，地下一层。上海中国画院为其建设和运营主体，上海中国画院院长施大畏擔任程十发美术馆開館後首任馆长。

## 交通
- 上海轨道交通十号线伊犁路站

## 营业时间
- 周二至周日：上午十点至下午六点
- 周一闭馆